# Festuca morenensis
Festuca morenensis là một loài thực vật có hoa trong họ Hòa thảo. Loài này được Matthei mô tả khoa học đầu tiên năm 1982.